# Transfermóvil
Transfermóvil ist eine kubanische, auf Android-Mobiltelefone basierende App für Finanztransaktionen. Entwickler der App ist das staatliche Telekommunikationsunternehmen ETECSA. Sie bietet zahlreiche Möglichkeiten von zum Beispiel Haushaltsrechnungen, darunter Strom und Telefon darüber zu bezahlen, wie auch Micropayment zwischen Privatpersonen. Perspektivisch soll es auch dabei helfen, sukzessive Bargeldtransaktionen zurückzudrängen und somit dem Staat mehr Kontrolle über die inländischen Finanztransaktionen zu erlauben.

## Geschichte
Eine erste Version der Software wurde im Februar 2015 veröffentlicht. Ende 2016 wurde das erste APK zum Download bereitgestellt.2019 integrierte man den ersten Online-Händler, Carlos III. Während der Corona-Pandemie wurden die Zahlungsmöglichkeiten um weitere Händler, wie der Cimex, der staatlich-monopolistischen Im- und Export-Firma, auf Basis der Nationalwährung Peso Cubano hinzugefügt.

## Aktueller Funktionsumfang
Aufgrund des US-Embargos gegen Kuba und der fehlenden Möglichkeit des Apple-Smartphone-Betriebssystems iOS, Apps aus anderen Quellen als dem offiziellen Apple Store, fachsprachlich „Sideloading“ genannt, zuzulassen, steht diese Anwendung lediglich für das Betriebssystem Android zur Verfügung. Zwar ist die App auch hier nicht über offizielle Verteilkanäle wie Google Playstore erhältlich, jedoch kann man sich hier das Installationsprogramm über zahlreiche Webseiten herunterladen und auf dem Mobilgerät installieren, sofern man dies über die entsprechenden Einstellungen im Betriebssystem erlaubt hat.
Voraussetzung für die Nutzung ist neben der Unterstützung durch ein kompatibles Smartphone ein Konto bei einer der kubanischen Banken für Privatpersonen (Banco Popular de Ahorro, Banco de Crédito y Comercio, Banco Metropolitano) und eine sogenannte Telebanca-Karte zur Authentifizierung.
Der Service ist theoretisch rund um die Uhr verfügbar.
Liste der Funktionen
- Zahlung öffentlicher Dienstleistungen, wie Strom, Wasser, Abwasser, Festnetz-Telefonie, Gas
- Zahlungen für den Personennahverkehr
- Online-Banking, wie Umsatzübersicht und Überweisungen auf andere Konten